# Chris van Uffelen
Chris van Uffelen (* 19. Dezember 1966 in Offenbach am Main) ist ein deutsch-niederländischer Architekturhistoriker.

## Werdegang
Chris van Uffelen studierte Kunstgeschichte an der Westfälischen Wilhelms-Universität in Münster und an der Johannes Gutenberg-Universität Mainz.
Er hat zahlreiche Bücher, Aufsätze und Artikel veröffentlicht, in denen er sich mit Kunst und Architektur von der Antike bis zur heutigen Zeit beschäftigt.
Gegenwärtig (Stand 2015) ist er Programmleiter beim Verlag Niggli und bei Benteli.

## Schriften
- Berlin: Architecture and Design. teNeues Verlag, 2003, ISBN 978-3-8238-4548-5.
- Paris – The Architecture Guide. (Mit Markus Golser). Braun Publishing, 2008, ISBN 978-3-03768-002-5.
- Cinema Architecture. Braun Publishing, 2009, ISBN 978-3-03768-027-8.
- Masterpieces: Bridge Architecture + Design. Braun Publishing, 2009, ISBN 978-3-03768-025-4.
- Re-Use Architecture. Braun Publishing, 2009, ISBN 978-3-03768-064-3.
- Street Furniture. Aurora Production, 2010, ISBN 978-3-03768-043-8.
- Museumsarchitektur. Ullman, Potsdam 2010, ISBN 978-3-8331-6058-5.[2]
- Light in Architecture – Architecture in Focus. Braun Publishing, 2011.
- Airport Architecture – Architecture in Focus. Braun Publishing, 2012.
- mit Markus Golser: Prague - The Architecture Guide. Braun publishing, Zürich 2013, ISBN 978-3-03768-112-1.
- Mit Nicolette Baumeister, Markus Golser: München und Oberbayern - Der Architekturführer. Braun publishing, Zürich 2014, ISBN 978-3-03768-161-9.